# COROT-4 b
COROT-4 b – planeta pozasłoneczna typu gorący Jowisz, znajdująca się w konstelacji Jednorożca. Została odkryta w 2008 roku przez satelitę COROT.
Gwiazda wokół której krąży COROT-4 b ma masę nieznacznie większą niż Słońce. Wykazuje ona ruch synchroniczny względem egzoplanety. Jednak masa planety jest zbyt niska oraz odległość planety od gwiazdy jest zbyt duża, by to planeta miała wpływ na rotację gwiazdy.
| Jowisz | COROT-4 b |
| ------ | --------- |
|        |           |